# Corriente persistente
En física, la corriente persistente es una corriente eléctrica perpetua que no requiere de una fuente de energía externa. Tal corriente es imposible en dispositivos eléctricos normales, ya que todos los conductores comúnmente utilizados tienen una resistencia distinta de cero, y esta resistencia disiparía rápidamente cualquier corriente en forma de calor. Sin embargo, en los superconductores y algunos dispositivos mesoscópicos, son posibles y se observan corrientes persistentes debido a los efectos cuánticos. En materiales resistivos, pueden aparecer corrientes persistentes en muestras microscópicas debido a efectos de tamaño. Las corrientes persistentes se utilizan ampliamente en forma de imanes superconductores.

## En objetos magnetizados
En el electromagnetismo, todas las magnetizaciones pueden verse como corrientes microscópicas persistentes. Por definición una magnetización {\displaystyle \mathbf {M} } puede ser reemplazado por su correspondiente forma microscópica, que es una densidad de corriente eléctrica:
{\displaystyle \mathbf {J} =\nabla \times \mathbf {M} } .
Esta corriente es una corriente ligada y no tiene ninguna acumulación de carga asociada, ya que no tiene divergencia. Lo que esto significa es que se puede considerar que cualquier objeto permanentemente magnetizado, por ejemplo, un trozo de imán, tiene corrientes eléctricas persistentes recorriéndolo (las corrientes persistentes generalmente se concentran cerca de la superficie).
Lo contrario también es cierto: cualquier corriente eléctrica persistente no tiene divergencia y, por lo tanto, puede representarse mediante una magnetización. Por lo tanto, en las ecuaciones macroscópicas de Maxwell, es puramente una elección de conveniencia matemática, representar las corrientes persistentes como magnetización o viceversa. Sin embargo, en la formulación microscópica de las ecuaciones de Maxwell, {\displaystyle \mathbf {M} } no aparece y, por lo tanto, cualquier magnetización debe representarse mediante corrientes ligadas.

## En superconductores
En los superconductores, la carga puede fluir sin ninguna resistencia. Es posible fabricar piezas de superconductor con una gran corriente persistente incorporada, ya sea creando el estado superconductor (enfriando el material) mientras la carga fluye a través de él, o cambiando el campo magnético alrededor del superconductor después de crear el estado superconductor.  Este principio se utiliza en electroimanes superconductores para generar campos magnéticos elevados y sostenidos que solo requieren una pequeña cantidad de energía para mantenerse. La corriente persistente fue identificada por primera vez por H. Kamerlingh Onnes, y los intentos de establecer un límite inferior a su duración han alcanzado valores de más de 100.000 años. 

## En conductores resistivos

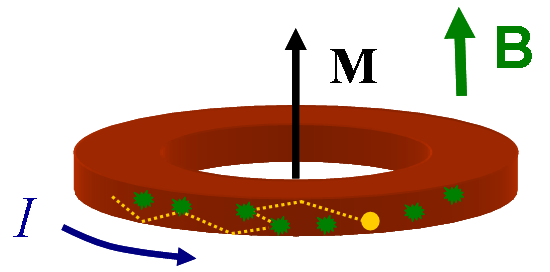
Esquema de corriente persistente. La flecha verde indica la dirección del campo magnético estático aplicado B que permite que fluya una corriente neta I (flecha azul) y cree una magnetización M (flecha negra) al romper la simetría entre las corrientes en sentido horario y antihorario. El punto amarillo representa un electrón que atraviesa el material desordenado del anillo (estrellas verdes) sin disiparse. Una corriente de anillo típica es de 1 nanoamperio para un diámetro de anillo de 0,6 micrómetros a una temperatura inferior a 0,5 kelvin.

Sorprendentemente, también es posible tener pequeñas corrientes persistentes dentro de metales resistivos colocados en un campo magnético, incluso en metales que son nominalmente "no magnéticos".  La corriente es el resultado de un efecto mecánico cuántico que influye en cómo los electrones viajan a través de los metales y surge del mismo tipo de movimiento que permite a los electrones dentro de un átomo orbitar el núcleo para siempre.
Este tipo de corriente persistente es un efecto mesoscópico de baja temperatura: la magnitud de la corriente se vuelve apreciable cuando el tamaño del sistema metálico se reduce a la escala de la longitud de coherencia de fase cuántica del electrón y la longitud térmica. Las corrientes persistentes disminuyen al aumentar la temperatura y desaparecerán exponencialmente por encima de una temperatura conocida como temperatura Thouless. Esta temperatura aumenta como la inversa del diámetro del circuito al cuadrado.  En consecuencia, se ha sugerido que las corrientes persistentes podrían fluir hasta temperatura ambiente y más en estructuras metálicas nanométricas como las nanopartículas metálicas (Au, Ag,...). Esta hipótesis se ha propuesto para explicar las propiedades magnéticas singulares de las nanopartículas hechas de oro y otros metales.  A diferencia de los superconductores, estas corrientes persistentes no aparecen en un campo magnético cero, ya que la corriente fluctúa simétricamente entre valores positivos y negativos; el campo magnético rompe esa simetría y permite una corriente promedio distinta de cero. Aunque la corriente persistente en un anillo individual es en gran medida impredecible debido a factores no controlados como la configuración del desorden, tiene un ligero sesgo de modo que aparece un corriente persistente promedio incluso para un conjunto de conductores con diferentes configuraciones del desorden. 
Markus Büttiker, Yoseph Imry y Rolf Landauer predijeron por primera vez que este tipo de corriente persistente sería observable experimentalmente en anillos de escala micrométrica en 1983.  Debido a que el efecto requiere la coherencia de fase de los electrones alrededor de todo el anillo, la corriente no se puede observar cuando el anillo es interrumpido por un amperímetro y, por lo tanto, la corriente debe medirse indirectamente a través de su magnetización. De hecho, todos los metales exhiben cierta magnetización en campos magnéticos debido a una combinación del efecto de Haas-van Alphen, el diamagnetismo del núcleo, el diamagnetismo de Landau y el paramagnetismo de Pauli, que aparecen independientemente de la forma del metal. La magnetización adicional de la corriente persistente se vuelve fuerte con una forma de anillo conectada y, por ejemplo, desaparecería si se cortara el anillo. 
La evidencia experimental de la observación de corrientes persistentes fue reportada por primera vez en 1990 por un grupo de investigación de los Laboratorios Bell que utilizó un resonador superconductor para estudiar una serie de anillos de cobre .  Las mediciones posteriores utilizando resonadores superconductores y magnetómetros extremadamente sensibles conocidos como dispositivos de interferencia cuántica superconductores (SQUID) produjeron resultados inconsistentes.  En 2009, físicos de la Universidad de Stanford que utilizaron un SQUID de escaneo  y de la Universidad de Yale que utilizaron voladizos microelectromecánicos  informaron mediciones de corrientes persistentes en anillos de oro y aluminio a nanoescala, respectivamente, que mostraron una fuerte concordancia con la teoría simple de la no interacción. electrones.

"These are ordinary, non-superconducting metal rings, which we typically think of as resistors, yet these currents will flow forever, even in the absence of an applied voltage."
Jack Harris, Associate Professor of Physics and Applied Physics at Yale.

 Las mediciones de 2009 informaron una mayor sensibilidad a las corrientes persistentes que las mediciones anteriores e hicieron varias otras mejoras en la detección de corrientes persistentes. La capacidad del escáner SQUID para cambiar la posición del detector SQUID en relación con la muestra de anillo permitió medir varios anillos en un chip de muestra y extraer mejor la señal actual del ruido de fondo. La técnica de detección mecánica del detector en voladizo hizo posible medir los anillos en un entorno electromagnético limpio en una amplia gama de campos magnéticos y también medir varios anillos en un chip de muestra. 